# Teopisca
Teopisca es una ciudad del estado de Chiapas del municipio homónimo se encuentra en la región Altos de Chiapas en las coordenadas 16°32′33″N 92°28′19″O / 16.54250, -92.47194.

## Historia
Teopisca fue fundada en los picachos de Mispia y Chenecultie; anteriormente era llamada Ostuta. Más tarde, sus habitantes tuvieron que abandonar este lugar a causa de una epidemia que diezmó a la población, emigrando al norte a poblar una nueva área, a la que le pusieron por nombre Teopisque. Fue fundada por 15 familias descendientes de españoles que emigraron debido a una epidemia que mermó a la población; de esto hace aproximadamente 400 años.

## Toponimia
Teo significa dios y pisque cosecha; significa dios de la cosecha en lengua náhuatl.

## Ubicación
La ciudad se ubica en la Región de los Altos, en medio de los pueblos mágicos de San Cristóbal de las Casas y Comitán de Domínguez. Cercana a esta se encuentra también el poblado Amatenango del Valle prácticamente conurbado a la ciudad de Teopisca, y famoso por su artesanía local.

## Vías de comunicación
La ciudad de Teopisca se comunica por la carretera Panamericana a las ciudades de San Cristóbal de Las Casas y Comitán de Domínguez. La ciudad es un punto estratégico por la cercanía a estas ciudades. Ahora el trayecto de esta importante carretera se amplió de 2 a 4 carriles.

## Economía
En la economía de la ciudad predominan el turismo, el comercio y los servicios. De hecho se transforma cada vez más en una ciudad grande. Existen proyectos de ecoturismo, de construcción de comercios en la ciudad y de inversión privada por la cercanía a dos de las ciudades más importantes de Chiapas, por lo cual se da el crecimiento de la ciudad a pasos agigantados.